# Довге (Малопольське воєводство)
Довге (пол. Długie) — колишнє лемківське село, а тепер — присілок (частина села) солтиства Криве ґміни Сенкова Горлицького повіту Малопольського воєводства Республіки Польща.

## Розташування

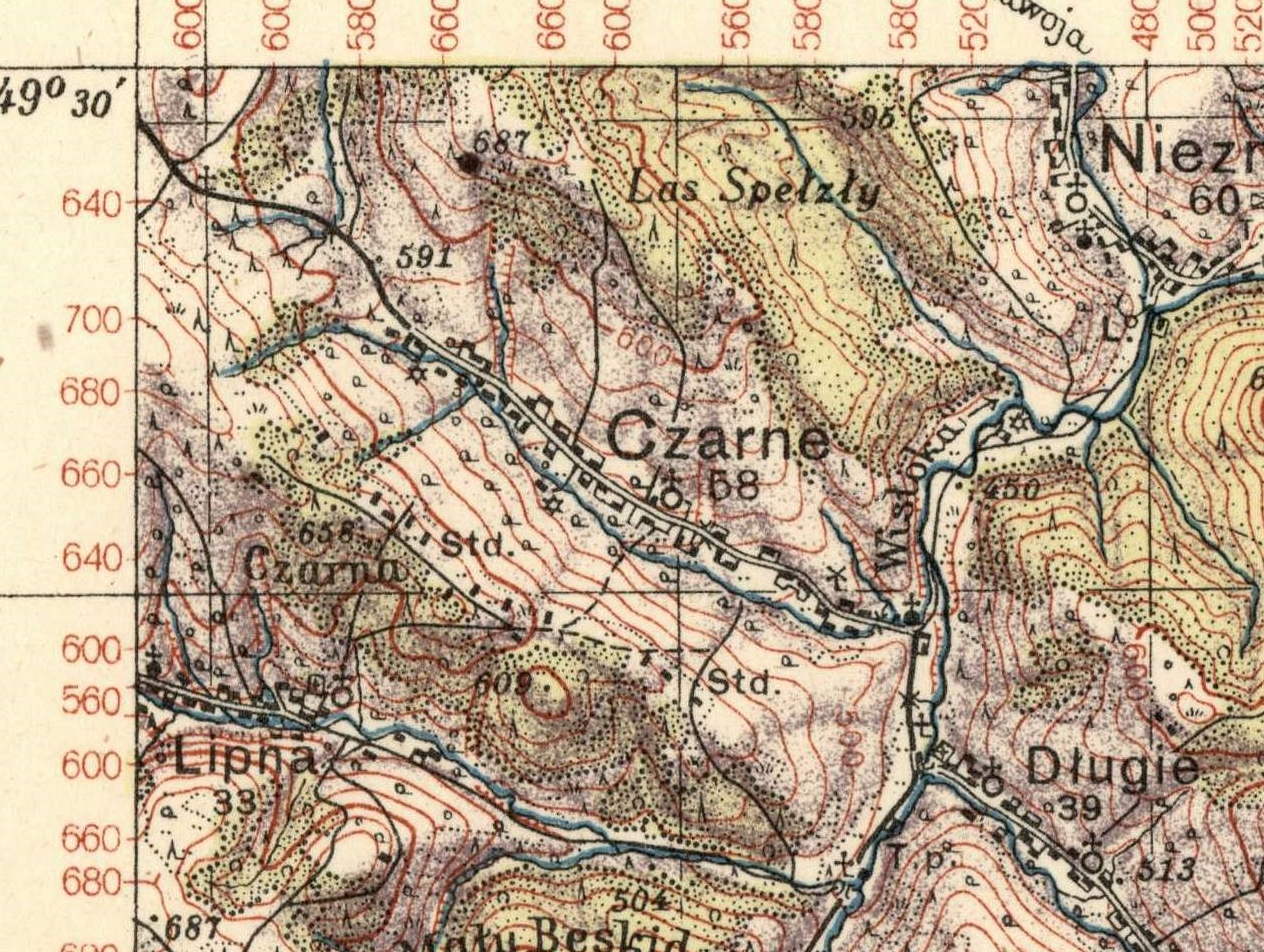
Довге на карті 1938 р.

Лежить у Низьких Бескидах справа над річкою Віслока. Через село пролягає місцева дорога від воєводської дороги № 9992 до воєводської дороги № 977 (з'єднує Вишоватку з Пантною через Криве).
Від Довгого 18 км до адміністративного центру ґміни — міста Сенкова, 24 км до адміністративного центру повіту — міста Горлиці і 122 км до центру воєводства — міста Краків, 10 км до кордону зі Словаччиною.

## Історія

Греко-католицька церква св. Димитрія, споруджена у 1893, зруйнована у 1956 р.

Перша згадка про село походить з 1541 р., коли село було продано Войшиками Стадніцьким.
В 1581 р. село було власністю за волоським правом Миколая Стадницького гербу Шренява, належало до парохії Граб у Бецькому повіті, у селі було 3 селянські подвір'я.
Метричні книги провадилися: народжених від 1878 р., вінчаних від 1784 р., померлих від 1908 р. У XVIII ст. село мало власну парафію, яка в 1799 р. приєднана Довге до парафії Радоцина Дуклянського деканату дочірнею церквою. В 1898 р. збудована нова дерев'яна церква святого Великомученика Димитрія.
У 1881 р. в 36 господарствах проживали 247 осіб. Перша світова війна помітно не позначилась на селі, тільки залишила по собі військовий цвинтар.
Жителі села перейшли до Польської православної церкви в 1927—1928 рp. і збудували нову церкву.
За конфесійною належністю в 1936 р. в селі було 190 православних і 1 циганська родина.
У 1939 р. в селі було чисто лемківське населення: зі 190 жителів села — всі 190 українці.
У 1945 р. під впливом радянської пропаганди всі жителі села виїхали в СРСР, залишивши свої господарства і дві церкви — греко-католицьку і православну. Православна була розібрана поляками в 1953 р. для побудови стайні в Ясьонці, греко-католицька — стояла ще в 1955 р.

## Сучасність
Зараз тут бувають хіба пастухи або вуглярі..

## Місцеві пам'ятки
- Колишній лемківський цвинтар.
- Військове кладовище з Першої світової війни: № 44.
- Подвір'я колишньої церкви.